# Tracheloptyx
Tracheloptyx is een monotypisch mosdiertjesgeslacht uit de  familie van de Smittinidae en de orde Cheilostomatida

## Soorten
- Tracheloptyx antarctica Hayward, 1993